# Степанівська сільська рада (Теплицький район)
| Степанівська сільська рада — колишній орган місцевого самоврядування у Теплицькому районі Вінницької області з адміністративним центром у с. Степанівка. Сільській раді підпорядковані населені пункти: - с. Степанівка - с. Важне - с. Карабелівка - с-ще Кублич - с. Марківка |

## Склад ради
Рада складається з 16 депутатів та голови.

## Керівний склад сільської ради
| ПІБ                             | Основні відомості                                                                                  | Дата обрання | Дата звільнення |
| ------------------------------- | -------------------------------------------------------------------------------------------------- | ------------ | --------------- |
| Помагайбо Валерій Володимирович | Сільський голова, 1965 року народження, освіта, член Соціалістичної партії України                 | 26.03.2006   | 31.10.2010      |
| Пурдик Володимир Андрійович     | Сільський голова, 1962 року народження, освіта вища, член Всеукраїнського об'єднання «Батьківщина» | 31.10.2010   |                 |

Примітка: таблиця складена за даними джерела